# 비닐캣
비닐캣(본명: 채우철, 1985년 7월 30일 ~ )은 대한민국의 전직 리그 오브 레전드 프로게이머이다. 프로게임단 지도자로도 활동했다. 선수 시절 아이디는 Vinylcat이며 포지션은 서포터였다.

## 선수 시절
2012년 2월, 나진 화이트 실드에 입단하면서 프로 커리어를 시작했다. 나진 실드의 주전 서포터로 활동했다. 2013 스프링 시즌을 앞두고 플레잉코치로 전환되었다. 스프링 시즌 종료 후 현역에서 은퇴했다.

## 지도자 생활
2013년 5월, 나진의 코치로 부임했다. 2016시즌을 앞두고 팀의 감독으로 승격되었다.
2017시즌을 앞두고 CJ 엔투스의 코치로 부임했다. 2017년 5월, 팀의 감독으로 승격되었다.
2018시즌을 앞두고 팀 WE의 감독으로 부임했다.
2019시즌을 앞두고 아프리카 프릭스의 코치로 부임했다.

## 소속팀

### 선수
| # | 팀명             | 소속 기간          | 소속 리그 | 비고 |
| - | ---------------- | ------------------ | --------- | ---- |
| 1 | 나진 화이트 실드 | 2012.02.01~2013.05 | LCK       |      |

### 지도자
| # | 팀명            | 직책 | 소속 기간              | 소속 리그 | 비고 |
| - | --------------- | ---- | ---------------------- | --------- | ---- |
| 1 | 나진 e-mFire    | 코치 | 2013.05.??~2015.12.01  | LCK       |      |
| 2 | 콩두 몬스터     | 감독 | 2015.12.01 ~2016.10.25 | LCK CK    |      |
| 3 | CJ 엔투스       | 코치 | 2016.10.28~2017.05.23  | LCK       |      |
| 4 | CJ 엔투스       | 감독 | 2017.05.23~2017.11.13  | CK        |      |
| 5 | 팀 WE           | 감독 | 2017.12.25~2018.12.06  | LPL       |      |
| 6 | 아프리카 프릭스 | 코치 | 2018.12.06~2020.11.04  | LCK       |      |

## 수상 내역

### 선수
- 인벤 네임드 챔피언십 2012 우승
- IPL5 리그 오브 레전드 한국대표선발전 준우승

### 지도자
- 리그 오브 레전드 챌린저스 코리아 서머 2016 우승
- 리그 오브 레전드 챌린저스 코리아 스프링 2017 준우승
- 리그 오브 레전드 챌린저스 코리아 서머 2017 우승
- 2019 LoL KeSPA컵 울산 우승